# Давлетшино
Давле́тшино (баш. Дәүләтша) — деревня в Абзелиловском районе Республики Башкортостан России, относится к Равиловскому сельсовету.

## Население
| 1968 | 2002 | 2009 | 2010 |
| ---- | ---- | ---- | ---- |
| 169  | ↘156 | ↗173 | ↘168 |

Согласно переписи 2002 года, преобладающая национальность — башкиры (99 %).

## Географическое положение
Расстояние до:
- районного центра (Аскарово): 20 км,
- центра сельсовета (Ишкулово): 7 км,
- ближайшей железнодорожной станции (Магнитогорск-Пассажирский): 77 км.

## Религия
В деревне есть мечеть.

## Достопримечательности
Озеро Бурсунсы.